# Jean-Pierre Kalfon
Jean-Pierre Kalfon (Parigi, 30 ottobre 1938) è un attore e cantante francese.
Interprete in più di 70 film, è stato diretto tra gli altri da Jacques Rivette in  L'Amour fou (1969), François Truffaut in Finalmente domenica! (1983) e Claude Chabrol in Il grido del gufo (1987), alternando film d'autore e film popolari.

## Filmografia parziale
- Una ragazza e quattro mitra (Une fille et des fusils), regia di Claude Lelouch (1964)
- La lunga marcia (La Longue Marche), regia di Alexandre Astruc (1966)
- Les Gauloises bleues, regia di Michel Cournot (1968)
- Week End - Una donna e un uomo da sabato a domenica (Week End), regia di Jean-Luc Godard (1969)
- L'Amour fou, regia di Jacques Rivette (1969)
- La Vallée, regia di Barbet Schroeder (1972)
- Due prostitute a Pigalle (Zig-Zig), regia di László Szabó (1975)
- La fabbrica degli eroi (Le Bon et les méchants), regia di Claude Lelouch (1976)
- Guerra tra polizie (La Guerre des polices), regia di Robin Davis (1979)
- Gioco in villa (Une étrange affair), regia di Pierre Granier-Deferre (1981)
- Bolero (Les Uns et les Autres), regia di Claude Lelouch (1981)
- Condorman, regia di Charles Jarrott (1981)
- Mille miliardi di dollari (Mille miliards de dollars), regia di Henri Verneuil (1982)
- Finalmente domenica! (Vivement dimanche!), regia di François Truffaut (1983)
- Canicola (Canicule), regia di Yves Boisset (1983)
- Declic dentro Florence (Le Déclic), regia di Jean-Louis Richard (1985)
- Il grido del gufo (Le Cri du hibou), regia di Claude Chabrol (1987)
- Cinématon, regia di Gérard Courant (1997)
- Los Angeles senza meta (L.A. Without a Map), regia di Mika Kaurismäki (1998)
- Saint-Cyr, regia di Patricia Mazuy (2000)
- La Répétition - L'altro amore (La Répétion), regia di Catherine Corsini (2001)
- Questo sentimento estivo (Ce sentiment de l'été), regia di Mikhaël Hers (2015)
- Le Chat du rabbin, regia di Joann Sfar (2011) - voce
- I salici ciechi e la donna addormentata (Saules aveugles, femme endormie), regia di Pierre Földes (2022) - voce